# Juniorvärldsmästerskapet i ishockey 1984
Juniorvärldsmästerskapet i ishockey 1984, JVM i ishockey 1984, var den åttonde upplagan av Juniorvärldsmästerskapet i ishockey som arrangerades av IIHF. 
Mästerskapet avgjordes i tre divisioner som A-, B- och C-JVM. Dessa divisioner spelades som två turneringar:
A-JVM spelades i Norrköping och Nyköping, Sverige, under perioden 25 december 1983 - 3 januari 1984.
B-JVM i Caen, Frankrike, under perioden 19 - 28 mars 1984.
C-JVM i Varese, Italien, under perioden 25 - 31 mars 1984.
Sovjetunionen vann sitt sjätte JVM-guld, det andra i rad, medan Finland och Tjeckoslovakien vann silver- respektive bronsmedaljer.
| A-JVM 1984 | A-JVM 1984      |
| ---------- | --------------- |
| Guld       | Sovjetunionen   |
| Silver     | Finland         |
| Brons      | Tjeckoslovakien |
| 4.         | Kanada          |
| 5.         | Sverige         |
| 6.         | USA             |
| 7.         | Västtyskland    |
| 8.         | Schweiz         |

| B-JVM 1984 | B-JVM 1984    |
| ---------- | ------------- |
| 9.         | Polen         |
| 10.        | Österrike     |
| 11.        | Japan         |
| 12.        | Norge         |
| 13.        | Nederländerna |
| 14.        | Frankrike     |
| 15.        | Rumänien      |
| 16.        | Danmark       |

| C-JVM 1984 | C-JVM 1984     |
| ---------- | -------------- |
| 17.        | Italien        |
| 18.        | Bulgarien      |
| 19.        | Ungern         |
| 20.        | Spanien        |
| 21.        | Belgien        |
| 22.        | Storbritannien |
| 23.        | Australien     |
| 23.        | Italien-B      |

Italien-B deltog i C-JVM utom tävlan.

## A-JVM

### Spelordning
Turneringen avgjordes genom att lagen spelade en serie där alla lagen mötte alla. Det lag som efter sju omgångar placerade sig på första plats i tabellen utropades till juniorvärldsmästare i ishockey. Alla lag spelade sju matcher, där vinst gav två poäng, oavgjord en poäng och där inbördes möte gällde innan man delade på lag genom målskillnad i tabellen.

### Resultat
| Datum            | Match                           | Res.   | Periodres.  | Spelort    |
| ---------------- | ------------------------------- | ------ | ----------- | ---------- |
| 25 december 1983 | Kanada - Finland                | 2 - 4  | 1-3,0-1,1-0 | Nyköping   |
| 25 december 1983 | Sverige - USA                   | 4 - 1  | 0-0,3-0,1-1 | Norrköping |
| 25 december 1983 | Sovjetunionen - Schweiz         | 14 - 2 | 7-1,6-0,1-1 | Norrköping |
| 25 december 1983 | Tjeckoslovakien - Västtyskland  | 6 - 1  | 1-1,2-0,3-0 | Nyköping   |
| 26 december 1983 | Kanada - USA                    | 5 - 2  | 3-0,2-2,0-0 | Nyköping   |
| 26 december 1983 | Finland - Tjeckoslovakien       | 8 - 7  | 3-3,4-2,1-2 | Norrköping |
| 26 december 1983 | Sovjetunionen - Västtyskland    | 9 - 1  | 3-0,3-0,3-1 | Norrköping |
| 26 december 1983 | Schweiz - Sverige               | 2 - 5  | 2-3,0-0,0-2 | Norrköping |
| 28 december 1983 | Kanada - Schweiz                | 12 - 0 | 1-0,7-0,4-0 | Norrköping |
| 28 december 1983 | USA - Tjeckoslovakien           | 1 - 10 | 0-4,1-3,0-3 | Norrköping |
| 28 december 1983 | Sovjetunionen - Finland         | 3 - 1  | 2-0,0-0,1-1 | Nyköping   |
| 28 december 1983 | Sverige - Västtyskland          | 11 - 2 | 7-1,3-1,1-0 | Nyköping   |
| 29 december 1983 | USA - Sovjetunionen             | 4 - 7  | 3-3,0-1,0-3 | Norrköping |
| 29 december 1983 | Sverige - Finland               | 1 - 4  | 0-0,1-1,0-3 | Norrköping |
| 29 december 1983 | Tjeckoslovakien - Schweiz       | 13 - 2 | 3-0,2-1,8-1 | Nyköping   |
| 29 december 1983 | Västtyskland - Kanada           | 0 - 7  | 0-1,0-5,0-1 | Nyköping   |
| 31 december 1983 | Schweiz - Västtyskland          | 3 - 4  | 1-1,1-1,1-2 | Norrköping |
| 31 december 1983 | Kanada - Sverige                | 6 - 2  | 0-1,3-1,3-0 | Norrköping |
| 31 december 1983 | USA - Finland                   | 2 - 7  | 0-0,2-3,0-4 | Nyköping   |
| 31 december 1983 | Sovjetunionen - Tjeckoslovakien | 6 - 4  | 1-0,5-1,3-0 | Nyköping   |
| 2 januari 1984   | Västtyskland - USA              | 2 - 10 | 0-5,2-5,0-0 | Norrköping |
| 2 januari 1984   | Kanada - Sovjetunionen          | 3 - 3  | 0-2,3-1,0-0 | Norrköping |
| 2 januari 1984   | Schweiz - Finland               | 4 - 12 | 3-4,1-4,0-4 | Nyköping   |
| 2 januari 1984   | Sverige - Tjeckoslovakien       | 2 - 5  | 1-2,0-0,1-3 | Nyköping   |
| 3 januari 1984   | Schweiz - USA                   | 3 - 12 | 1-2,0-5,2-5 | Norrköping |
| 3 januari 1984   | Sovjetunionen - Sverige         | 8 - 2  | 1-1,4-0,3-1 | Norrköping |
| 3 januari 1984   | Finland - Västtyskland          | 8 - 2  | 1-0,5-0,2-2 | Nyköping   |
| 3 januari 1984   | Tjeckoslovakien - Kanada        | 6 - 4  | 1-2,1-1,4-1 | Nyköping   |

### Slutresultat
| P  | Lag             | S | V | O | F | Mål   | Poäng |
| -- | --------------- | - | - | - | - | ----- | ----- |
| 1. | Sovjetunionen   | 7 | 6 | 1 | 0 | 50-17 | 13    |
| 2. | Finland         | 7 | 6 | 0 | 1 | 44-21 | 12    |
| 3. | Tjeckoslovakien | 7 | 5 | 0 | 2 | 51-24 | 10    |
| 4. | Kanada          | 7 | 4 | 1 | 2 | 39-17 | 9     |
| 5. | Sverige         | 7 | 3 | 0 | 4 | 27-28 | 6     |
| 6. | USA             | 7 | 2 | 0 | 5 | 35-29 | 4     |
| 7. | Västtyskland    | 7 | 1 | 0 | 6 | 12-54 | 2     |
| 8. | Schweiz         | 7 | 0 | 0 | 7 | 16-72 | 0     |

### Skytteliga
| Spelare              | Land            | GP | G  | A  | Pts |
| -------------------- | --------------- | -- | -- | -- | --- |
| Emil Linderoth       | Sverige         |    | 55 | 25 | 80  |
| Petr Rosol           | Tjeckoslovakien |    | 10 | 9  | 19  |
| Aleksandr Chernik    | Sovjetunionen   |    | 7  | 7  | 14  |
| Russ Courtnall       | Kanada          |    | 7  | 6  | 13  |
| Nikolaï Borshchevsky | Sovjetunionen   |    | 6  | 7  | 13  |

### Utnämningar

#### All star-lag
- Målvakt:  Jevgenij Belosjejkin
- Backar:  František Musil,  Alexej Gusarov
- Forwards:  Raimo Helminen,  Petr Rosol,  Nikolaj Borsjtjevskij

#### IIHFval av bäste spelare
- Målvakt:  Allan Perry
- Back:  Alexej Gusarov
- Forward:  Raimo Helminen

### Spelartrupper

#### Sverige
- Målvakter: Ulf Nilsson, Jacob Gustavsson
- Backar: Peter Andersson, Tommy Albelin, Per Forsberg, Jens Johansson, Jan Karlsson, Mats Kihlström, Ulf Samuelsson
- Forwards: Mikael Andersson (ishockeyspelare född 1966), Lars Byström, Henrik Cedergren, Anders Huss, Tommy Lehman, Thomas Ljungbergh, Emil Linderoth, Niklas Mannberg, Jörgen Marklund, Tomas Sandström, Roland Westin, Michael Wikström

## B-JVM
JVM 1984 Grupp B spelades i Caen, Frankrike, och vanns av Polen, som flyttades upp i Grupp A inför kommande JVM. Danmark slutade sist i tabellen och flyttades ned i C-gruppen inför nästa års JVM.

### Slutresultat
| JVM 1984 - Grupp B | JVM 1984 - Grupp B |
| ------------------ | ------------------ |
| 1.                 | Polen              |
| 2.                 | Österrike          |
| 3.                 | Japan              |
| 4.                 | Norge              |
| 5.                 | Nederländerna      |
| 6.                 | Frankrike          |
| 7.                 | Rumänien           |
| 8.                 | Danmark            |

### Spelform
De åtta lagen delades upp i två pooler, A och B. De två lagen som slutade etta och två i respektive division avancerade fram till finalomgången, medan trean och fyran placerades i placeringsgruppen. I fortsättningsomgångarna tog lagen med sig resultat från kvalomgången. Det lag som placerade sig som etta i finalgruppen flyttades upp till Grupp A inför JVM i ishockey 1985. Sista laget i nedflyttningsgruppen flyttades ned till Grupp C inför JVM 1985.
Alla matcher spelades i Caen i Frankrike.

### Inledande omgång

#### Pool A
| Datum | Match                 | Res.   | Periodres. |
| ----- | --------------------- | ------ | ---------- |
|       | Norge - Österrike     | 4 - 6  |            |
|       | Frankrike - Rumänien  | 12 - 5 |            |
|       | Österrike - Rumänien  | 4 - 2  |            |
|       | Norge - Frankrike     | 7 - 3  |            |
|       | Österrike - Frankrike | 5 - 4  |            |
|       | Rumänien - Norge      | 2 - 11 |            |

| Pool A    | Matcher | V | O | F | Mål   | Poäng |
| --------- | ------- | - | - | - | ----- | ----- |
| Österrike | 3       | 3 | 0 | 0 | 15-10 | 6     |
| Norge     | 3       | 2 | 0 | 1 | 22-12 | 4     |
| Frankrike | 3       | 2 | 0 | 1 | 19-19 | 2     |
| Rumänien  | 3       | 0 | 0 | 3 | 9-27  | 0     |

#### Pool B
| Datum | Match                   | Res.   | Periodres. |
| ----- | ----------------------- | ------ | ---------- |
|       | Danmark - Polen         | 2 - 6  |            |
|       | Japan - Nederländerna   | 6 - 6  |            |
|       | Polen - Nederländerna   | 8 - 4  |            |
|       | Danmark - Japan         | 1 - 10 |            |
|       | Nederländerna - Danmark | 3 - 1  |            |
|       | Japan - Polen           | 6 - 6  |            |

| Pool B        | Matcher | V | O | F | Mål   | Poäng |
| ------------- | ------- | - | - | - | ----- | ----- |
| Polen         | 3       | 2 | 1 | 0 | 20-12 | 5     |
| Japan         | 3       | 1 | 2 | 0 | 22-13 | 4     |
| Nederländerna | 3       | 1 | 1 | 1 | 13-15 | 3     |
| Danmark       | 3       | 0 | 0 | 3 | 4-19  | 0     |

### Finalomgång
Lagen tar med sig resultat från tidigare möten med lag i gruppen. Markeras med grå bakgrundsfärg i tabellerna nedan.

#### Placeringsgrupp
| Datum | Match                     | Res.   | Periodres. |
| ----- | ------------------------- | ------ | ---------- |
|       | Nederländerna - Danmark   | 3 - 1  |            |
|       | Frankrike - Rumäninen     | 12 - 5 |            |
|       | Frankrike - Nederländerna | 4 - 6  |            |
|       | Rumänien - Danmark        | 5 - 3  |            |
|       | Danmark - Frankrike       | 2 - 5  |            |
|       | Rumänien - Nederländerna  | 1 - 3  |            |

| Placeringar 5-8 | Matcher | V | O | F | Mål   | Poäng |
| --------------- | ------- | - | - | - | ----- | ----- |
| Nederländerna   | 3       | 3 | 0 | 0 | 12-6  | 6     |
| Frankrike       | 3       | 2 | 0 | 1 | 21-13 | 4     |
| Rumänien        | 3       | 1 | 0 | 2 | 11-18 | 2     |
| Danmark         | 3       | 0 | 0 | 3 | 6-13  | 0     |

#### Uppflyttningsgrupp
| Datum | Match             | Res.  | Periodres. |
| ----- | ----------------- | ----- | ---------- |
|       | Japan - Polen     | 6 - 6 |            |
|       | Norge - Österrike | 4 - 6 |            |
|       | Polen - Österrike | 4 - 2 |            |
|       | Norge - Japan     | 3 - 5 |            |
|       | Japan - Österrike | 3 - 5 |            |
|       | Norge - Polen     | 4 - 5 |            |

| Placeringar 1-4 | Matcher | V | O | F | Mål   | Poäng |
| --------------- | ------- | - | - | - | ----- | ----- |
| Polen           | 3       | 2 | 1 | 0 | 15-12 | 5     |
| Österrike       | 3       | 2 | 0 | 1 | 13-11 | 4     |
| Japan           | 3       | 1 | 1 | 1 | 14-14 | 3     |
| Norge           | 3       | 0 | 0 | 3 | 11-16 | 0     |

## Grupp C
JVM 1984 Grupp C spelades i Varese, Italien, och vanns av Italien, som flyttades upp i Grupp B inför kommande JVM.

### Slutresultat
| JVM 1983 - Grupp B | JVM 1983 - Grupp B |
| ------------------ | ------------------ |
| 1.                 | Italien            |
| 2.                 | Bulgarien          |
| 3.                 | Ungern             |
| 4.                 | Spanien            |
| 5.                 | Belgien            |
| 6.                 | Storbritannien     |
| 7.                 | Australien         |
| 8.                 | Italien-B          |
Italien-B deltog i C-JVM utom tävlan.

### Spelform
De åtta lagen delades upp i två pooler, A och B. De två lagen som slutade etta och två i respektive division avancerade fram till finalomgången, medan trean och fyran placerades i placeringsgruppen. I fortsättningsomgångarna tog lagen med sig resultat från kvalomgången. Det lag som placerade sig som etta i finalgruppen flyttades upp till Grupp B inför JVM i ishockey 1985. 

### Inledande omgång

#### Pool A
| Datum | Match                 | Res.   | Periodres. |
| ----- | --------------------- | ------ | ---------- |
|       | Ungern - Bulgarien    | 3 - 3  |            |
|       | Belgien - Italien-B   | 4 - 2  |            |
|       | Italien-B - Ungern    | 1 - 10 |            |
|       | Bulgarien - Belgien   | 5 - 3  |            |
|       | Bulgarien - Italien-B | 5 - 0  |            |
|       | Ungern - Belgien      | 6 - 2  |            |

| Pool A    | Matcher | V | O | F | Mål  | Poäng |
| --------- | ------- | - | - | - | ---- | ----- |
| Ungern    | 3       | 2 | 1 | 0 | 19-6 | 5     |
| Bulgarien | 3       | 2 | 1 | 0 | 13-6 | 5     |
| Belgien   | 3       | 1 | 0 | 2 | 9-13 | 2     |
| Italien-B | 3       | 0 | 0 | 3 | 3-19 | 0     |

#### Pool B
| Datum | Match                       | Res.   | Periodres. |
| ----- | --------------------------- | ------ | ---------- |
|       | Italien - Spanien           | 2 - 2  |            |
|       | Storbritannien - Australien | 7 - 5  |            |
|       | Spanien - Australien        | 5 - 4  |            |
|       | Italien - Storbritannien    | 12 - 4 |            |
|       | Italien - Australien        | 16 - 2 |            |
|       | Spanien - Storbritannien    | 7 - 3  |            |

| Pool B         | Matcher | V | O | F | Mål   | Poäng |
| -------------- | ------- | - | - | - | ----- | ----- |
| Italien        | 3       | 2 | 1 | 0 | 30-8  | 5     |
| Spanien        | 3       | 2 | 1 | 0 | 14-9  | 5     |
| Storbritannien | 3       | 1 | 0 | 2 | 14-24 | 2     |
| Australien     | 3       | 0 | 0 | 3 | 11-28 | 0     |

### Finalomgång
Lagen tar med sig resultat från tidigare möten med lag i gruppen. Markeras med grå bakgrundsfärg i tabellerna nedan.

#### Placeringsgrupp
| Datum | Match                       | Res.  | Periodres. |
| ----- | --------------------------- | ----- | ---------- |
|       | Belgien - Italien-B         | 4 - 2 |            |
|       | Storbritannien - Australien | 7 - 5 |            |
|       | Italien-B - Storbritannien  | 3 - 6 |            |
|       | Belgien - Australien        | 8 - 3 |            |
|       | Australien - Italien-B      | 5 - 1 |            |
|       | Storbritannien - Belgien    | 2 - 9 |            |

| Placeringar 5-8 | Matcher | V | O | F | Mål   | Poäng |
| --------------- | ------- | - | - | - | ----- | ----- |
| Belgien         | 3       | 3 | 0 | 0 | 21-7  | 6     |
| Storbritannien  | 3       | 2 | 0 | 1 | 15-17 | 4     |
| Australien      | 3       | 1 | 0 | 2 | 13-16 | 2     |
| Italien-B       | 3       | 0 | 0 | 3 | 6-15  | 0     |

#### Uppflyttningsgrupp
| Datum | Match               | Res.   | Periodres. |
| ----- | ------------------- | ------ | ---------- |
|       | Italien - Spanien   | 2 - 2  |            |
|       | Bulgarien - Ungern  | 3 - 3  |            |
|       | Spanien - Bulgarien | 3 - 10 |            |
|       | Ungern - Italien    | 5 - 8  |            |
|       | Italien - Bulgarien | 3 - 1  |            |
|       | Ungern - Spanien    | 10 - 4 |            |

| Placeringar 1-4 | Matcher | V | O | F | Mål   | Poäng |
| --------------- | ------- | - | - | - | ----- | ----- |
| Italien         | 3       | 2 | 1 | 0 | 13-8  | 5     |
| Bulgarien       | 3       | 1 | 1 | 1 | 14-9  | 3     |
| Ungern          | 3       | 1 | 1 | 1 | 18-15 | 3     |
| Spanien         | 3       | 0 | 1 | 2 | 9-22  | 1     |